# Línea 6 A (San Juan)
La línea 6 A es una línea de colectivos del aglomerado urbano del Gran San Juan en la provincia de San Juan, que recorre los departamentos de Rivadavia, Capital y Santa Lucía. 
Está administrada actualmente por tres empresas privadas, Alto de Sierra S.R.L. Mientras que hasta el 20 de septiembre de 2005 fue administrada por la empresa La Nueva Sarmiento S.R.L, debido al incumplimiento de los plazos establecidos, para la incorporación de nuevas unidades ofertadas, el gobierno provincial la retiró del servicio y el recorrido sufrió cambios, siendo el más importante la eliminación de la parada en Estados Unidos (Terminal
Ómnibus).

## Recorrido

### Rivadavia - Santa Lucía
Este ramal es administrado por la entidad privada "Alto de Sierra S.R.L", y sus unidades están pintadas de color celeste y blanco
Ida:Cano - Pacheco - Sarmiento - Periodistas Argentinos (Barrio Camus) - R.Calivar - Perito Moreno - Avenida Libertador General San Martín (Hospital Marcial Quiroga)- Gómez - Sancassani - Meglioli - Ituzaingó - Juan José Paso - Andrade - Av.Libertador General San Martín - Colón - Sarmiento - Hipólito Yrigoyen - Aberastain - General Paz (Santa Lucía) 
Regreso:General Paz- Colón - Avenida Libertador General San Martín - Andrade - Itazaingo - Meglioli - Sancassani - Gómez - Avenida Libertador General San Martín - Perito Moreno - Rastreador Calivar - Periodistas Argentinos - Sarmiento - Pacheco - Cano.